# Хэд, Эдит
Эдит Хэд (англ. Edith Head; 28 октября 1897 — 24 октября 1981) — американская художница по костюмам, которая за свою долгую карьеру в Голливуде была номинирована 35 раз на премию Американской киноакадемии (в том числе ежегодно с 1948 по 1966 год), и получила восемь премий «Оскар» (больше, чем любая другая женщина в истории мирового кинематографа).

## Биография
Эдит Клэр Познер родилась 28 октября 1897 года в Сан-Бернардино, Калифорния в еврейской семье Макса Позенера и Анны Леви. Её отец, Макс Позенер, был натурализованным американским гражданином-выходцем из Пруссии, который приехал в Соединённые Штаты в 1876 году. Её мать родилась в Сент-Луисе, штат Миссури; её отец был из Австрии, а мать из Баварии.
В 1919 году Эдит Хэд получила степень бакалавра искусств с отличием в Калифорнийском университете в Беркли, а в 1920 году степень магистра по романским языкам в Стэнфордском университете.
Знакомство Эдит Хэд с миром кино можно назвать делом случая. Работая учителем французского языка в школе для девочек в Голливуде, Эдит познакомилась со знаменитым режиссёром Сесилом Блаунтом де Миллем, став репетитором его дочерей. Получив приглашение посетить съёмочную площадку в студии Paramount, Эдит была невероятно впечатлена съёмочным процессом, и особенно, костюмами героев. Узнав о вакансии костюмера на студии, Эдит, только недавно начавшая осваивать рисование, принесла на собеседование эскизы студентов художественного колледжа, который сама посещала. В итоге, работы были высоко оценены, и, несмотря на то, что обман раскрылся, упорство и азарт молодой девушки впечатлили начальство, и Эдит получила заветную должность.
Первые работы над костюмами были ещё в немом кино. За свою долгую карьеру, продолжительностью почти в шесть десятилетий, Эдит Хэд успела поработать более чем в тысяче фильмов в кино и на телевидении. Она работала в 11 фильмах Альфреда Хичкока.
Создавала образы, как на экране, так и в жизни для множества голливудских актрис: Элизабет Тейлор, Мэрилин Монро, Грейс Келли, Одри Хепбёрн, Мэй Уэст, Бетт Дейвис.
Для фильма «Леди в ночи», вышедшего на экраны в 1944 году, Эдит Хэд создала наряд, который стал на тот момент самым дорогим в Голливуде. Стоимость костюма, отделанного норкой и украшенного тысячами разноцветных пайеток, составила 35 000 долларов. Он выставлялся в Лондоне в музее Виктории и Альберта.
В 1973 году Эдит Хэд появилась в роли самой себя (камео) в телесериале Коломбо, эпизод № 14 «Реквием для падающей звезды» (Requiem for a Falling Star); главную роль в эпизоде исполнила знаменитая голливудская кинозвезда Энн Бакстер (Anne Baxter).
В конце 1970-х годов Эдит Хэд попросили спроектировать униформу для женщин-служащих береговой охраны США, в связи с увеличением их числа в штате. За эту работу была награждена почётной грамотой государственной службы.
24 апреля 1974 года в честь Эдит Хэд была заложена звезда на Голливудской «Аллее славы» за вклад в развитие киноиндустрии, по адресу: 6504 Hollywood Blvd.. Эдит Хэд — единственный художник по костюмам, обладательница именной звезды на «Аллее славы».
Образ Эдит был использован для персонажа мультфильма «Суперсемейка» студии Pixar Эдны Моуд — создательницы костюмов для супергероев.
28 октября 2013 года Google выпустил дудл к 116-летию со дня рождения Хэд.

## Награды и номинации
| Год                                      | Фильм                                        | Итог (цв. / ч/б) |
| ---------------------------------------- | -------------------------------------------- | ---------------- |
| Премия «Оскар» за лучший дизайн костюмов |                                              |                  |
| 1949                                     | • Императорский вальс                        | Номинация (цв.)  |
| 1950                                     | • Наследница                                 | Победа (ч/б)     |
| 1951                                     | • Всё о Еве                                  | Победа (ч/б)     |
| 1951                                     | • Самсон и Далила                            | Победа (цв.)     |
| 1952                                     | • Место под солнцем                          | Победа (ч/б)     |
| 1953                                     | • Сестра Керри                               | Номинация (ч/б)  |
| 1953                                     | • Величайшее шоу мира                        | Номинация (цв.)  |
| 1954                                     | • Римские каникулы                           | Победа (ч/б)     |
| 1955                                     | • Сабрина                                    | Победа (ч/б)     |
| 1956                                     | • Татуированная роза                         | Номинация (ч/б)  |
| 1956                                     | • Поймать вора                               | Номинация (цв.)  |
| 1957                                     | • Гордый и светский                          | Номинация (ч/б)  |
| 1957                                     | • Десять заповедей                           | Номинация (цв.)  |
| 1958                                     | • Забавная мордашка                          | Номинация        |
| 1959                                     | • Флибустьер                                 | Номинация        |
| 1960                                     | • Карьера                                    | Номинация (ч/б)  |
| 1960                                     | • Пять пенни                                 | Номинация (цв.)  |
| 1961                                     | • Правда жизни                               | Победа (ч/б)     |
| 1961                                     | • Мексиканец в Голливуде                     | Номинация (цв.)  |
| 1962                                     | • Пригоршня чудес                            | Номинация (цв.)  |
| 1963                                     | • Человек, который застрелил Либерти Вэланса | Номинация (ч/б)  |
| 1963                                     | • Моя гейша                                  | Номинация (цв.)  |
| 1964                                     | • Любовь с подходящим незнакомцем            | Номинация (ч/б)  |
| 1964                                     | • Жёны и любовники                           | Номинация (ч/б)  |
| 1964                                     | • Новый вид любви                            | Номинация (цв.)  |
| 1965                                     | • Жить в доме — не значит жить дома          | Номинация (ч/б)  |
| 1965                                     | • Что за путь!                               | Номинация (цв.)  |
| 1966                                     | • Тонкая нить                                | Номинация (ч/б)  |
| 1966                                     | • Внутренний мир Дэйзи Кловер                | Номинация (цв.)  |
| 1967                                     | • Оскар                                      | Номинация (цв.)  |
| 1970                                     | • Милая Чарити                               | Номинация        |
| 1971                                     | • Аэропорт                                   | Номинация        |
| 1974                                     | • Афера                                      | Победа           |
| 1976                                     | • Человек, который хотел стать королём       | Номинация        |
| 1978                                     | • Аэропорт ’77                               | Номинация        |
| Премия BAFTA за лучший дизайн костюмов   |                                              |                  |
| 1976                                     | • Человек, который хотел стать королём       | Номинация        |